# Castell de la Rua

El Castell de la Rua, respecte del terme d'Abella de la Conca

El Castell de la Rua fou un castell medieval situat en el poble de la Rua, del terme municipal d'Abella de la Conca, (Pallars Jussà), declarat Bé cultural d'interès nacional en la categoria de Zona arqueològica.
Estava situat al capdamunt de la Roca de la Rua, una cinglera damunt de la qual s'allargassa, sobretot a la part més baixa, el poble de la Rua.
Correspon a un castell d'utilització bàsicament militar, defensiva, d'època medieval. Enrunat de molt temps enrere, tot el que queda actualment del castell és un munt de ruïnes entre les quals es pot reconèixer el basament circular de la torre del castell.
L'existència davant mateix i a llevant de la Rua de l'antic castell i poble de Pera-rua ha fet dubtar de l'existència d'un o dos castells en la zona, però apareixen tots dos documentats: l'any 961 el Castro Petra Rugam (castell de Pera-rua) i abans del 993 el Castrum Rua. Les recerques fetes en el terreny han permès que s'hagi pogut constatar l'existència d'un primitiu castell en cadascun dels dos emplaçaments esmentats.
Tot i la migradesa de les seves restes, és un espai històric protegit, declarat BCIN (Bé cultural d'interès nacional).

## Etimologia
Aquest castell duu el nom de la població on es troba, i del qual podria ser l'origen.